# Ctimene fidonioides
Ctimene fidonioides là một loài bướm đêm trong họ Geometridae.